# فلسفة اقتصادية

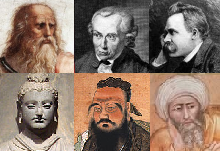

الفلسفة الاقتصادية هي فرع من علم الاقتصاد الذي يدرس مؤسساته وقوانينه.وهي في الواجهة بين: الاقتصاد سياسي والفلسفة الاجتماعية؛ الاقتصاد والفلسفة الأخلاقية والسياسية؛ اقتصاد (علم) وفلسفة العلوم.

## الغرض

### تعريف ووجود الاقتصاد
السؤال الأول الموجهة عادة إلى أحد فروع الفلسفة (فلسفة X) هو: ما هو X ؟ "منهج فلسفي على السؤال"ما هو الاقتصاد؟" يؤدي على أقل ردا إلى عرض الصعوبات في تحديد هذا الموضوع، هي أيضا مقدمة لمزيد من النقاشات حول منهجية اقتصادية.

### النظرية والمنهجية الاقتصادية
هي عروض نظرية معرفية مع الأشياء كيف يمكننا «معرفة» شيء.الفلسفة الاقتصادية تؤدي إلى أسئلة من قبيل: أي نوع من ادعاء الحقيقة الذي أدلت به النظرية الاقتصادية؟، وكيف يمكننا وكيف نريد أن نثبت نظرية اقتصادية؟إلى أي مدى يمكن للنظريات الاقتصادية بالمطالبة بمركز العلم؟ على سبيل المثال، التوقعات الاقتصادية هي التي يمكن الاعتماد عليها مثل العلاقات العامة وهناك طريقة أخرى للتعبير عن هذا يثير التساؤل حول ما إذا كانت النظريات الاقتصادية يمكنها أن تؤدي «القوانين».الفلاسفة والعلماء وخبراء الاقتصاد استكشفت هذه الأسئلة من أعمال الكسندر روزنبرغ ودانيال هوسمان قبل ثلاثة عقود.

## الشهادات
بعض الجامعات تقدم شهادات جامعة مثل أوكسفورد التي تجمع بين الفلسفة والسياسة والاقتصاد.الشهائد تغطي العديد من القضايا في الفلسفة الاقتصادية وتناقش على نطاق أوسع.

## التخصصات ذات الصلة
أخلاقيات النظم الاقتصادية هو حقل يأتي بين أخلاقيات العمل والفيلسوف الاقتصادي. ويطلق على الناس الذين يكتبون عن أنظمة الأخلاق فلاسفة أخلاقيين سياسيين والمتخصصين غالبا في فلاسفة الاقتصاد والأعمال التجارية.
هناك تداخل كبير بين النظريات الاقتصادية والفلسفة الاقتصادية.كما هو المقبول عموما أن الاقتصاد له أصول من فلسفة آدم سميث، وهناك أيضا تداخل بين تاريخ الاقتصاد والفلسفة الاقتصادية.

## قائمة المراجع
- هيلبرونر روبرت ([1953] 1999). الفلاسفة الدنيويين: حياة، تايمز، وأفكار المفكرين الاقتصادية العظمى.
- هودجسون، برنار (2001). الاقتصاد والعلوم الأخلاقية.
- بوتنام، هيلاري (1993). «انهيار الانقسام الحقيقة / القيمة»، في مارثا نوسباوم وأمارتيا سين.
- روبنسون، جوان (1962). الفلسفة الاقتصادية. وصف وانتقل إلى الفصل ومعاينات.
- صن، أمارتيا خ. ([1970] 1984). اختيار الجماعية والرعاية الاجتماعية. السفير.

### بالفرنسية
- مجلة الفلسفة الاقتصادية
- الاقتصاد | التاريخ | المنهجية | الفلسفة